# Погорелец-Хваловский
Погорелец-Хваловский — деревня в Хваловском сельском поселении Волховского района Ленинградской области.

## История
Деревня Погорелец упоминается на карте Санкт-Петербургской губернии А. М. Вильбрехта 1792 года.
На карте Санкт-Петербургской губернии Ф. Ф. Шуберта 1834 года также обозначена деревня Погорелец.
Деревня отмечена и на карте Ф. Ф. Шуберта 1844 года.

ПОГОРЕЛЕЦ — деревня госпожи Вындомской, по просёлочной дороге, число дворов — 7, число душ — 19 м. п. (1856 год)

ПОГОРЕЛЕЦ — деревня владельческая при колодце, число дворов — 7, число жителей: 20 м. п., 17 ж. п. (1862 год)

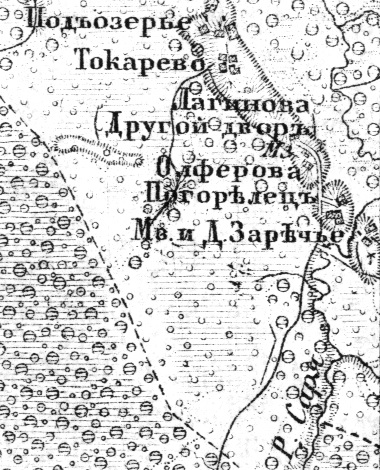
Деревня Погорелец на карте 1872 года

В 1879 году временнообязанные крестьяне деревни выкупили свои земельные наделы у Л. П., М. М., В. М. Шульгиных и стали собственниками земли.
В конце XIX — начале XX века деревня административно относилась к Хваловской волости 2-го стана Новоладожского уезда Санкт-Петербургской губернии.
Согласно карте Ленинградской области Северо-западного аэрогеодезического треста ГГУ издания 1932 года деревня насчитывала 10 крестьянских дворов.
По данным 1933 года деревня называлась Погорелец и входила в состав Урицкого сельсовета Волховского района.
По данным 1966, 1973 и 1990 годов деревня называлась Погорелец-Хваловский и входила в состав Хваловского сельсовета.
В 1997 году в деревне Погорелец-Хваловский Хваловской волости проживали 20 человек, в 2002 году — 29 человек (русские — 97 %).
В 2007 году в деревне Погорелец-Хваловский Хваловского СП — 23 человека.

## География
Деревня расположена в юго-восточной части района на автодороге Дудачкино — Погорелец-Хваловский.
Расстояние до административного центра поселения — 19 км.
Расстояние до ближайшей железнодорожной станции Колчаново — 38 км.
Деревня находится на правом берегу реки Кусеги.

## Демография
| 1862 | 1997 | 2007 | 2010 | 2017 |
| ---- | ---- | ---- | ---- | ---- |
| 37   | ↘20  | ↗23  | ↘19  | ↗23  |

### Национальный состав
Согласно данным Всероссийской переписи населения 2021 года в деревне проживали 20 человек, все русские.